# Lepin
LEPIN là 1 thương hiệu được cộng đồng chơi đồ chơi xếp hình được sản xuất bởi công ty Guangdong Loongon Animation & Culture Co., Ltd. (广东小白龙动漫文化股份有限公司), gồm 2 thương hiệu là LEPIN và COCO. Công ty được thành lập từ năm 2003 và niêm yết trên sàn Chứng khoán vào năm 2014 với mã chứng khoán 831015.